# Elasmus albopictus
Elasmus albopictus är en stekelart som beskrevs av Crawford 1910. Elasmus albopictus ingår i släktet Elasmus och familjen finglanssteklar.
Artens utbredningsområde är Filippinerna. Inga underarter finns listade i Catalogue of Life.